# الجيرة (المملحة)

تعديل مصدري - تعديل

الجيرة محلة تابعة لقرية المملحة، التابعة لعزلة جبل خضراء بمديرية حبيش إحدى مديريات محافظة إب في الجمهورية اليمنية، بلغ تعداد سكانها 20 حسب تعداد اليمن لعام 2004.